# Расова теорія Гюнтера

Типи європеоїдної раси згідно з нацистською расовою теорією Ганса Гюнтера

Расова теорія Гюнтера — псевдонаукова концепція нерівноцінності рас, їх здібностей до розвитку, праці та, навпаки, схильностей до деградації, а також деяким іншим аспектам генези цивілізації. Була розроблена расовим теоретиком Гансом Гюнтером, справила значний вплив на расову політику нацистської Німеччини.

## Опис
Визначенням поняття раса стала сукупність ознак ментального та фізичного характеру, яка виявляється представником тієї чи іншої раси (нім. seelische Eigenschaften), яка є невід'ємною частиною кожної з типів рас.

## Основні положення
Його расова теорія виділяє основні типи людей за відмінними антропологічними ознаками — черепним показником, пропорціям тіла, обличчя, абсолютним розмірам і пігментації (колір волосся, очей, шкіри). Кожному типу приписуються певні психічні та розумові якості.

### Нордичний тип
Високорослі доліхоцефали. Вузьке довге обличчя, відтінок волосся варіюється від білявих до темно-русявих, очі блакитні або сірі, вузький довгий ніс, кутове виступаюче підборіддя. Поширені в Північній Німеччині та Голландії, Латвії, Скандинавії, Східній Англії, Північній Польщі, Північно-Західній Росії, а також по всьому узбережжю Балтики, крім північного. Характеризуються як розважливі, справедливі, розсудливі, передбачливі, холодні, часто жорстокі люди. За розумовою обдарованістю ставляться на перше місце.

### Східно-балтійський тип
Брахіцефали низького або середнього зросту, ширококісткової кремезної статури. Широке обличчя, волосся сіро-жовтого чи сіро-коричневого кольору, сірі чи блакитні очі, відносно широкий короткий ніс. Поширені у східнослов'янських, прибалтійських, північних фінно-угорських країнах. Характеризуються як гостинні, терплячі люди з гарною уявою, швидкою зміною настрою, які не цінують гроші і не здатні до прийняття рішень. За розумовою обдарованістю ставляться приблизно на третє місце.

### Західний (середземноморський) тип
Низькорослі доліхоцефали, стрункої граційної статури. За пропорціями схожі на нордичний тип. Темний колір волосся і очей, темна шкіра. Поширені в Іспанії, Італії, менше — у Франції, Ірландії. Характеризуються як дуже емоційні, веселі, легковажні люди, трохи схильні до жорстокості та лінощів. За розумовою обдарованістю ставляться на п'яте місце.

#### Східний (альпійський) тип
Низькорослі брахіцефали, кремезної статури, схильні до повноти. Широке, кругле обличчя, темне волосся та очі, широкий і короткий ніс. Поширені повсюдно, особливо у Скандинавії, Іспанії, Франції, західнослов'янських країнах, але ніде не становлять більшості. Характеризуються як спокійні, миролюбні, замкнуті, самодостатні, бережливі, схильні до жадібності та ведені люди. За розумовою обдарованістю ставляться на четверте місце.

### Динарський тип
Високорослі брахіцефали, стрункої статури. Кругле обличчя, засмагла шкіра, темно-коричневі чи чорні очі, великий ніс. Поширені в Динарських Альпах, Австрії та в Україні. Характеризуються як хоробрі, горді, грубі та запальні люди. За розумовою обдарованістю ставляться на друге місце.

### Фальський тип
Або дальський. Можливо, є підтипом нордичної раси. Доліхоцефали або мезоцефали дуже високого зросту, широкої, але плоскої статури. Широке обличчя, відносно довгий ніс, світле, часто руде волосся, світлі очі. Поширені у Вестфалії. Характеризуються як потайливі, дружелюбні, уразливі, уперті та добродушні люди. За розумовою обдарованістю ставляться на друге місце, нарівні з динарським типом.

## Оцінки
Расову теорію Гюнтера відносять  до нордицизму. При цьому Гюнтер виступав проти змішання рас (як фізичного, так і культурного), стверджуючи, що вплив нордичної раси буде негативним для азійських чи африканських цивілізацій:
|  | Часто повторюється одна і та ж помилка: нордичну расу вихваляють як «вищу», «найблагороднішу», як ледь чи не єдиного творця цивілізації на Землі. Все це лиш крики ринкових зазивал. Для східно-азійської чи африканської цивілізацій нашого часу домішки нордичної (чи будь-якої іншої чужої) крові будуть «неповноцінними», цінність раси завжди пізнається лиш у співвідношенні з певною цивілізацією, і нордична кров для африканських чи азійських цивілізацій буде розкладним фактором. |

Гюнтер приписує кожній расі певний набір установок, фактично стверджуючи, що і характер переважно залежить від расової приналежності, а не від впливу середовища. Його теорія лягла в основу нацистської расової теорії, яка визначила нацистську політику расової дискримінації та геноциду.